# Museum van Castelvecchio

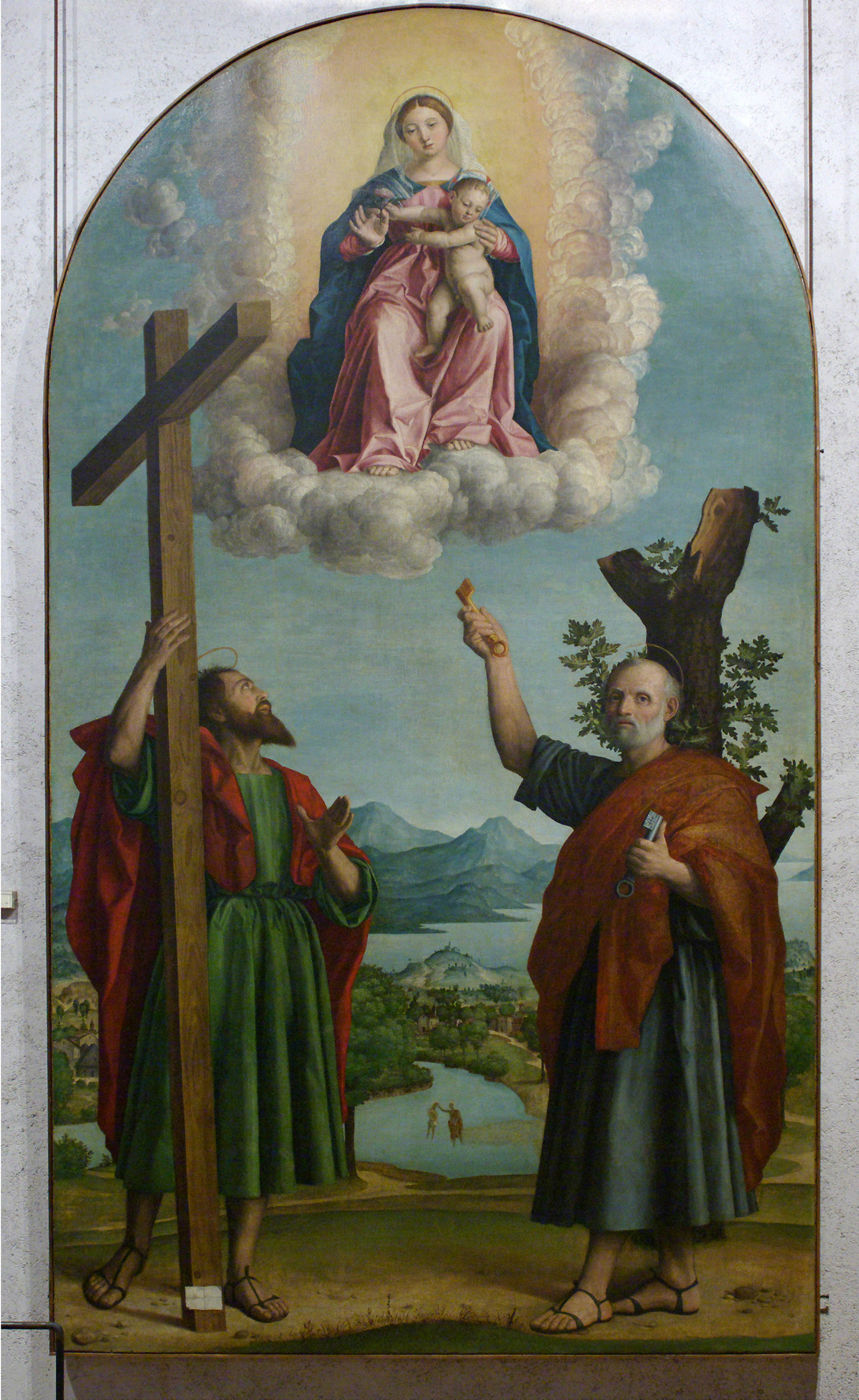
Madonna della Quercia (Maria van de eik) door Girolamo dai Libri in het Museum van Castelvecchio.

Het Museum van Castelvecchio (Italiaans: Museo di Castelvecchio) is een stedelijk museum in het middeleeuwse kasteel Castelvecchio in het Noord-Italiaanse Verona. Het exposeert sculpturen uit de tiende tot de veertiende eeuw, schilderijen uit de veertiende tot de achttiende eeuw, middeleeuwse wapens en harmassen, keramiek, goudwerk van de Longobarden, miniaturen en enkele oude bellen. Er zijn 29 tentoonstellingsruimten. Het opende in 1924 en werd tussen 1959 en 1973 gerestaureerd door de architect Carlo Scarpa.

## Eigendom

### Sculpturen
Naast beelden uit de Romeinse periode van Verona, zijn er onder meer de volgende sculpturen te vinden:
- 'Tombe van de heiligen Sergius en Bacchus', bas-reliëf uit 1179
- 'Kruisiging', een veertiende-eeuws tufsteenwerk van de zogenoemde Meester van St. Anastasia uit de kerk van San Giacomo in Tomba
- 'St. Cecilia en Catherina', van dezelfde Meester van St. Anastasia
- 'Ruitersbeeld van Cangrande I della Scala', afkomstig uit de Scaliger tomben

### Schilderijen
De volgende schilderijen behoren onder meer tot de collectie:
- 'Maria van de Rozentuin' van Stefano da Verona of Michelino da Besozzo
- 'Kruisiging' en 'Madonna dell'Umiltà' van Jacopo Bellini
- 'Maria met Kind' van Gentile Bellini
- 'Maria van de eik' van Girolamo dai Libri

Het museum heeft ook talrijke schilderijen en fresco's vanaf de veertiende eeuw.

## Diefstal
Zeventien schilderijen, veelal klein van stuk, werden op 18 november 2015 bij een gewapende overval ontvreemd. De mannen drongen na sluitingstijd het museum binnen, vlak voordat het alarm in werking zou worden gezet. Binnen bevonden zich alleen nog een bewaker en een kassier. Enkele werken werden in zijn geheel meegenomen, andere werden eerst uit hun lijst gehaald. De schilderijen werden meegenomen in de auto van de bewaker. De gestolen kunst had een geschatte waarde van zeventien miljoen euro. Op 11 mei 2016 werden alle werken teruggevonden in Odessa. De dieven werden gearresteerd.
De ontvreemde werken waren:
- 'Maria met Kind' van Pisanello

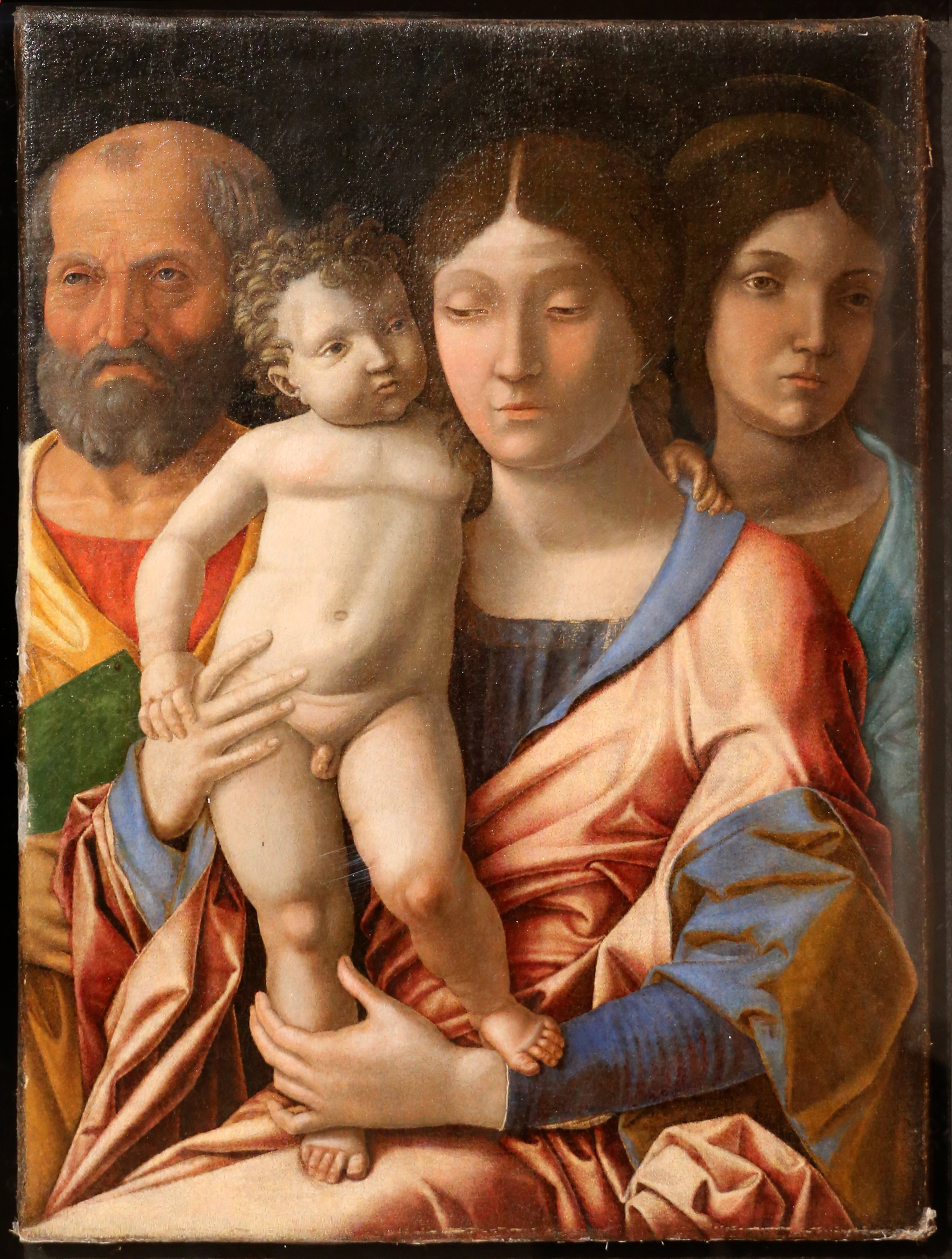
Andrea Mantegna, 'Heilige familie met een heilige'

- 'Heilige familie met een heilige' van Andrea Mantegna
- 'Portret van een dame', ook 'De vrouw van Licnidi', van Peter Paul Rubens
- 'Portret van een Venetiaanse admiraal' van Domenico Tintoretto
- 'Portret van een Venetiaanse admiraal' van het atelier van Domenico Tintoretto
- 'Landschap' van Hans de Jode
- 'Zeehaven' van Hans de Jode
- 'Portret van een jonge benedictine' van Giovanni Francesco Caroto
- 'Portret van een kind met tekening' van Giovanni Francesco Caroto
- 'Hiëronymus van Stridon toont berouw' van Jacopo Bellini
- 'Portret van Girolamo Pompei' van Giovanni Benini
- 'Oordeel van Salomon' van Tintoretto
- 'Transport van de Ark van het Verbond' van Tintoretto
- 'Samson' van Tintoretto
- 'Belsazars feest' van Tintoretto
- 'Maria met kind' van Tintoretto
- 'Portret van een man' door assistenten van Tintoretto[3]

## Galerij

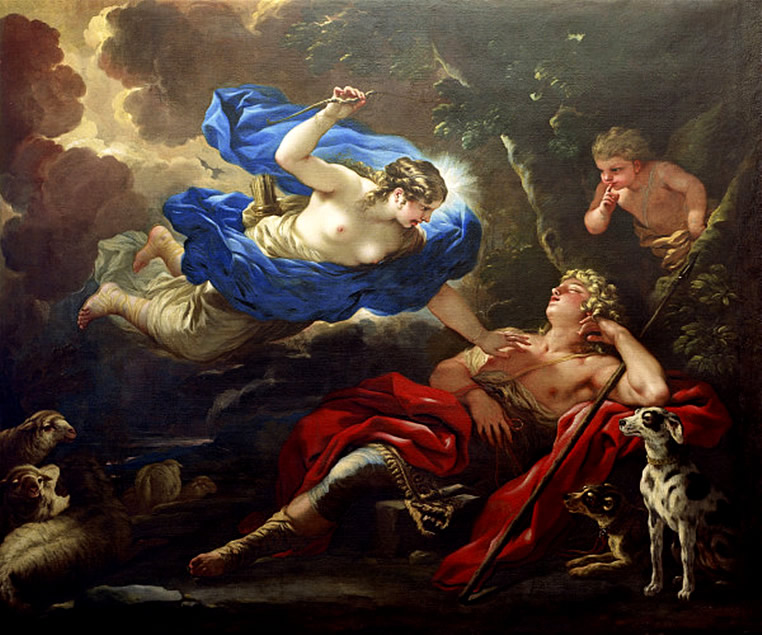
'Diana en Endymion' door Luca Giordano in het Museum van Castelvecchio.
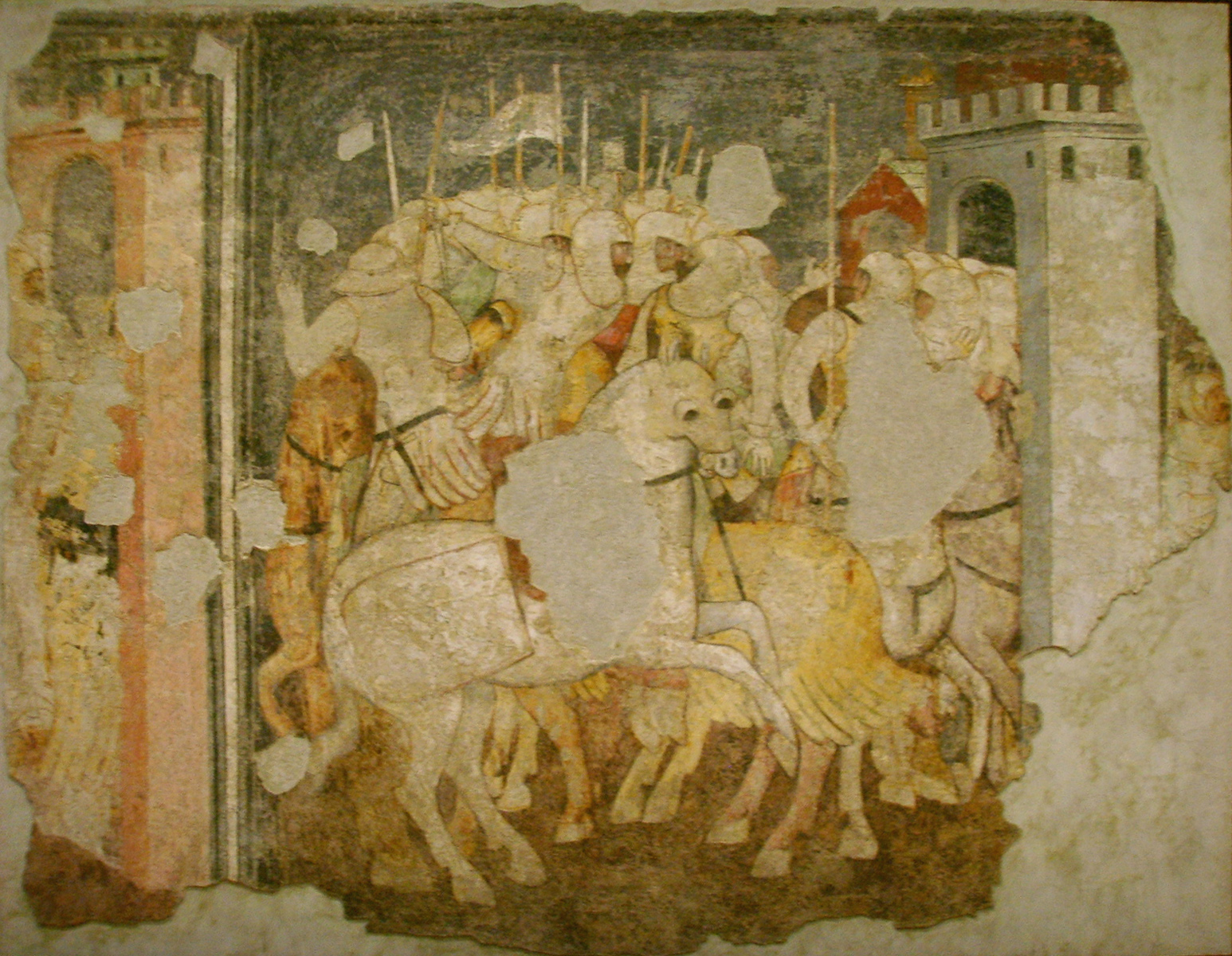
'Het treffen van de ridders', een fresco in het Museum van Castelvecchio
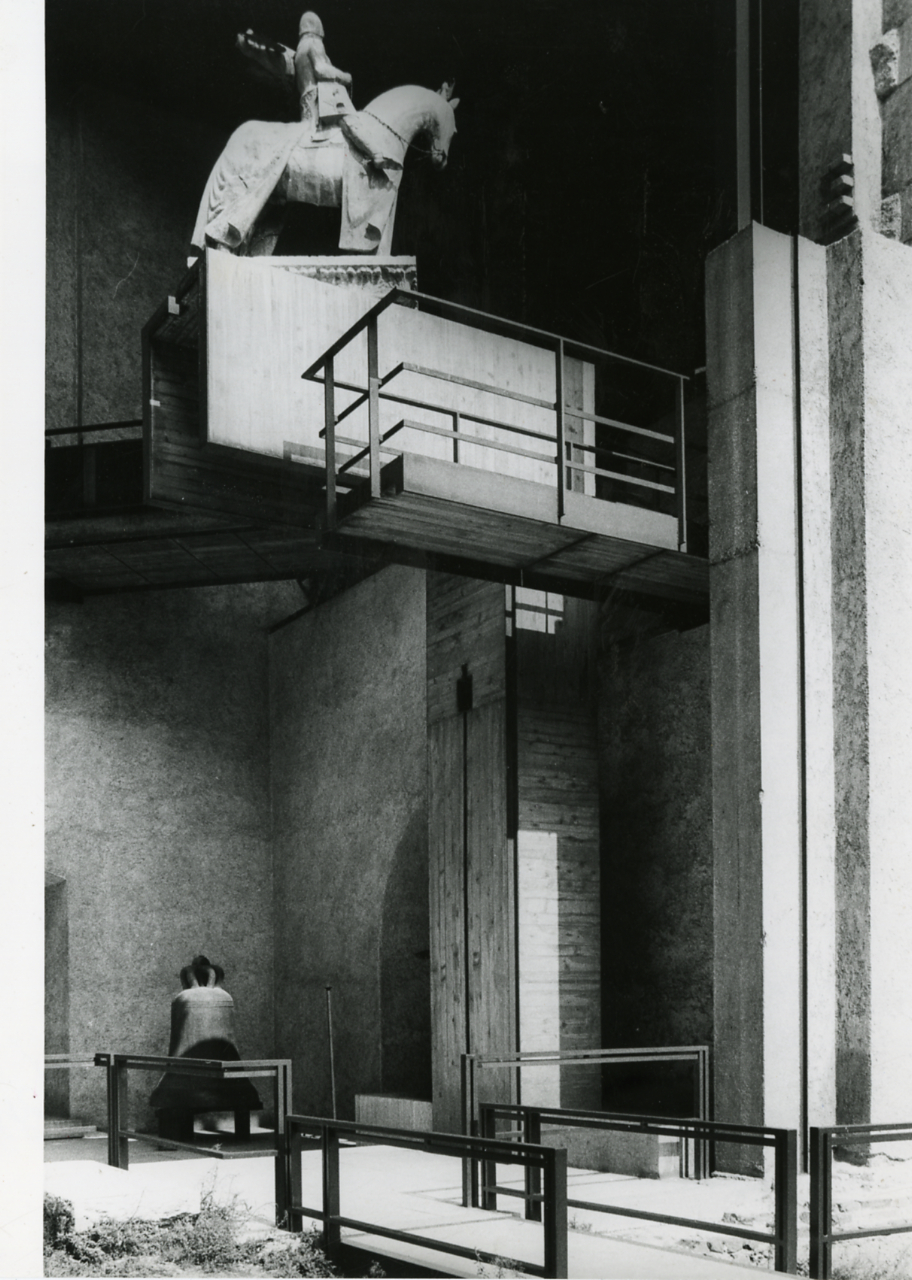
Carlo Scarpa gebruikte bij de restauratie van het Museum van Castelvecchio moderne technieken voor het plafond. Foto van Paolo Monti, 1982 (Fondo Paolo Monti, BEIC).
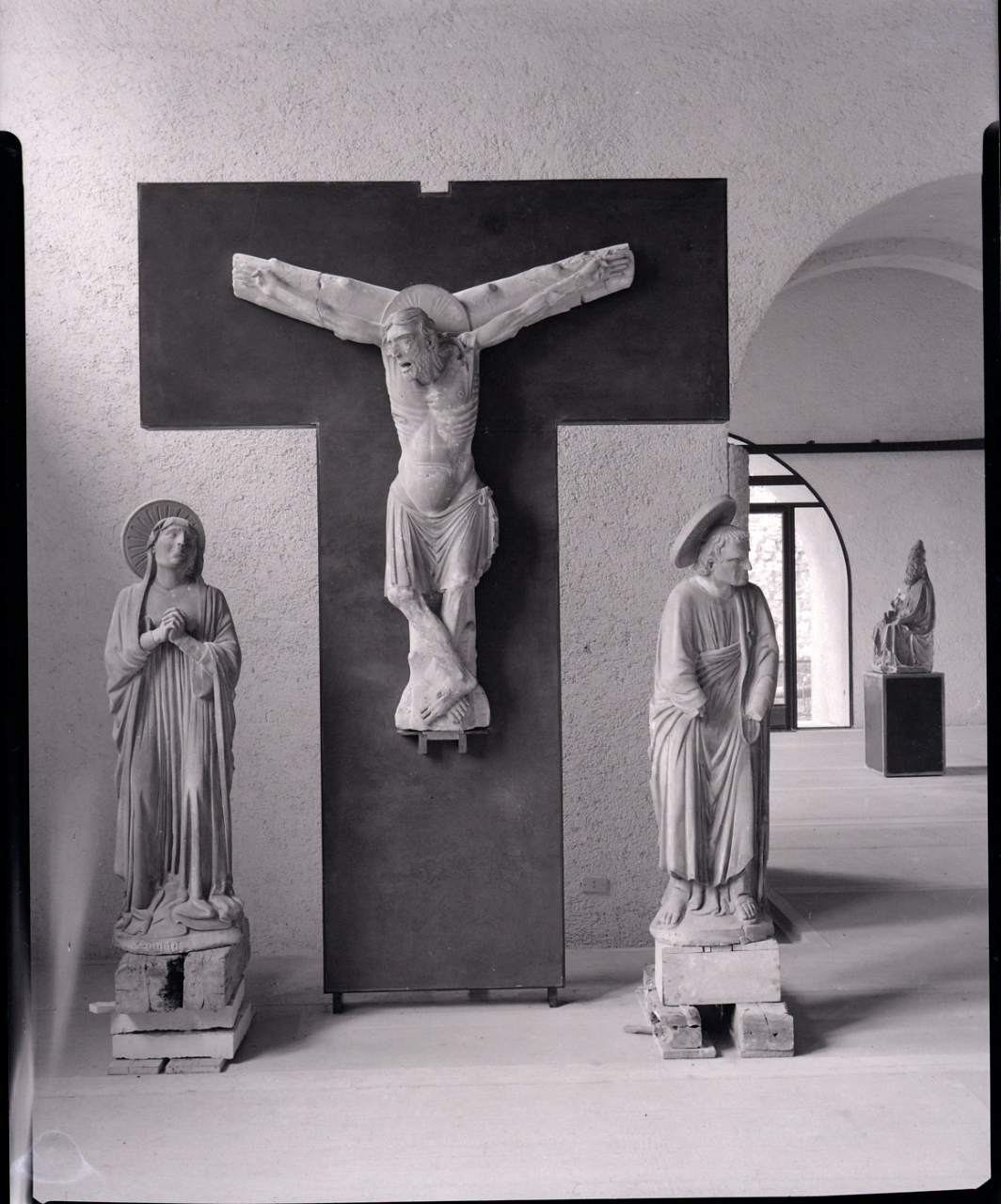
'De kruisiging van Christus en de Weners' in het Museum van Castelvecchio.
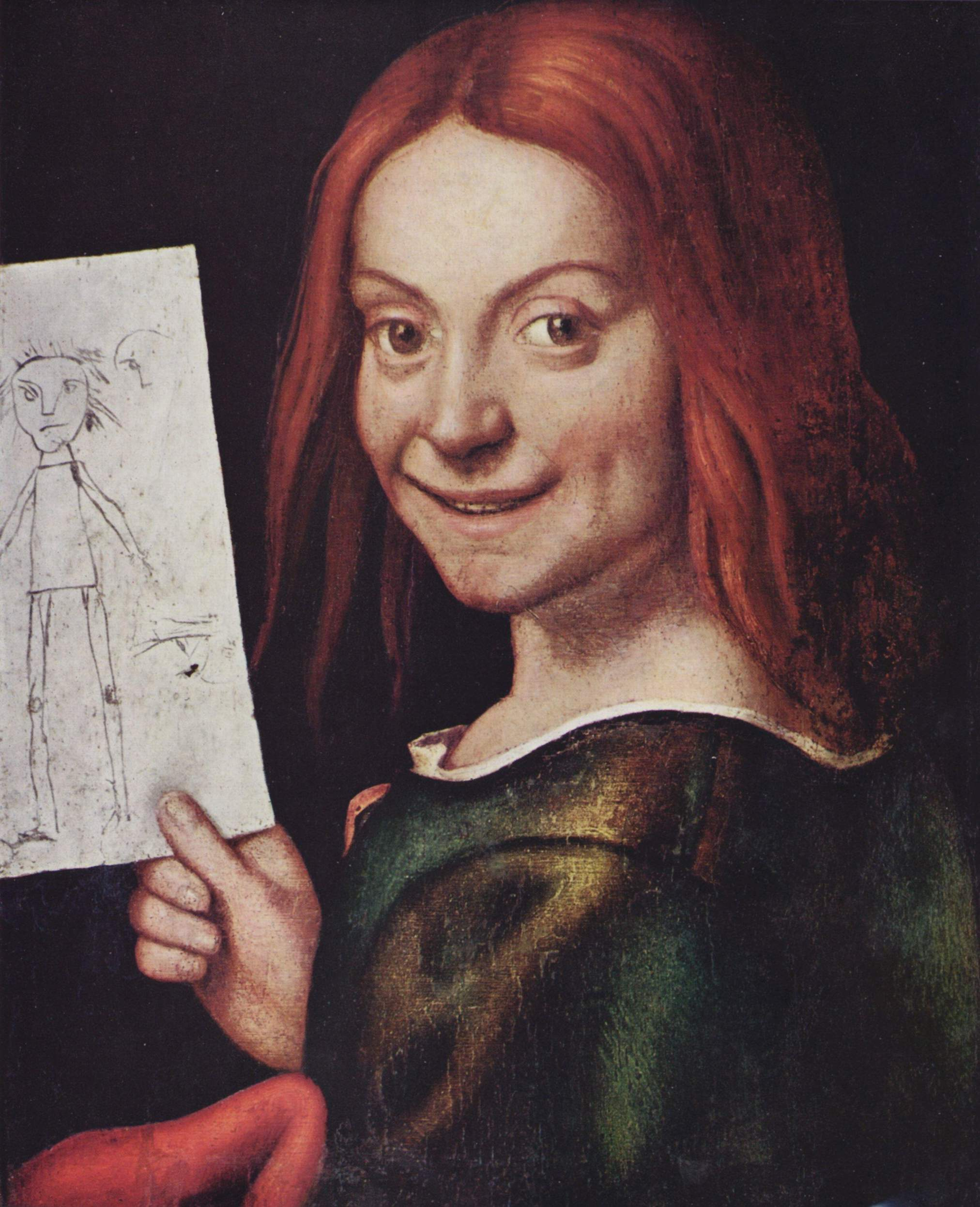
Portret van een kind met tekening van Giovanni Francesco Caroto, een van de schilderijen die in 2015 gestolen werden.